# Kennedy Mweene
Kennedy Mweene, né le 11 décembre 1984 à Lusaka (Zambie), est un footballeur international zambien évoluant au poste de gardien de but.

## Biographie
Avec l'équipe de Zambie, il est éliminé au premier tour de la Coupe d'Afrique des nations en 2006 et 2008 puis atteint les quarts de finale de la compétition en 2010. En stoppant un penalty en demi-finale face au Ghana et en arrêtant le huitième tir au but ivoirien en finale, il contribue à la victoire zambienne lors de l'édition 2012.
Le 25 janvier, au cours de la CAN 2013, il marque sur penalty, offrant le point du match nul à sa sélection face au Nigéria.

## Carrière
- jan. 2003-déc. 2003 :  Lusaka Celtics FC
- jan. 2004-déc. 2004 :  Lusaka Dynamos
- jan. 2005-déc. 2005 :  Kitwe United
- jan. 2006-2013 :  Free State Stars
- depuis 2013 :  Mamelodi Sundowns

## Palmarès
- Championnat d'Afrique du Sud : 2014

- Coupe d'Afrique des Nations : 2012